# Тундра Землі Ендербі
Тундра Землі Ендербі — антарктичний екорегіон тундри, розташований в Східній Антарктиді.

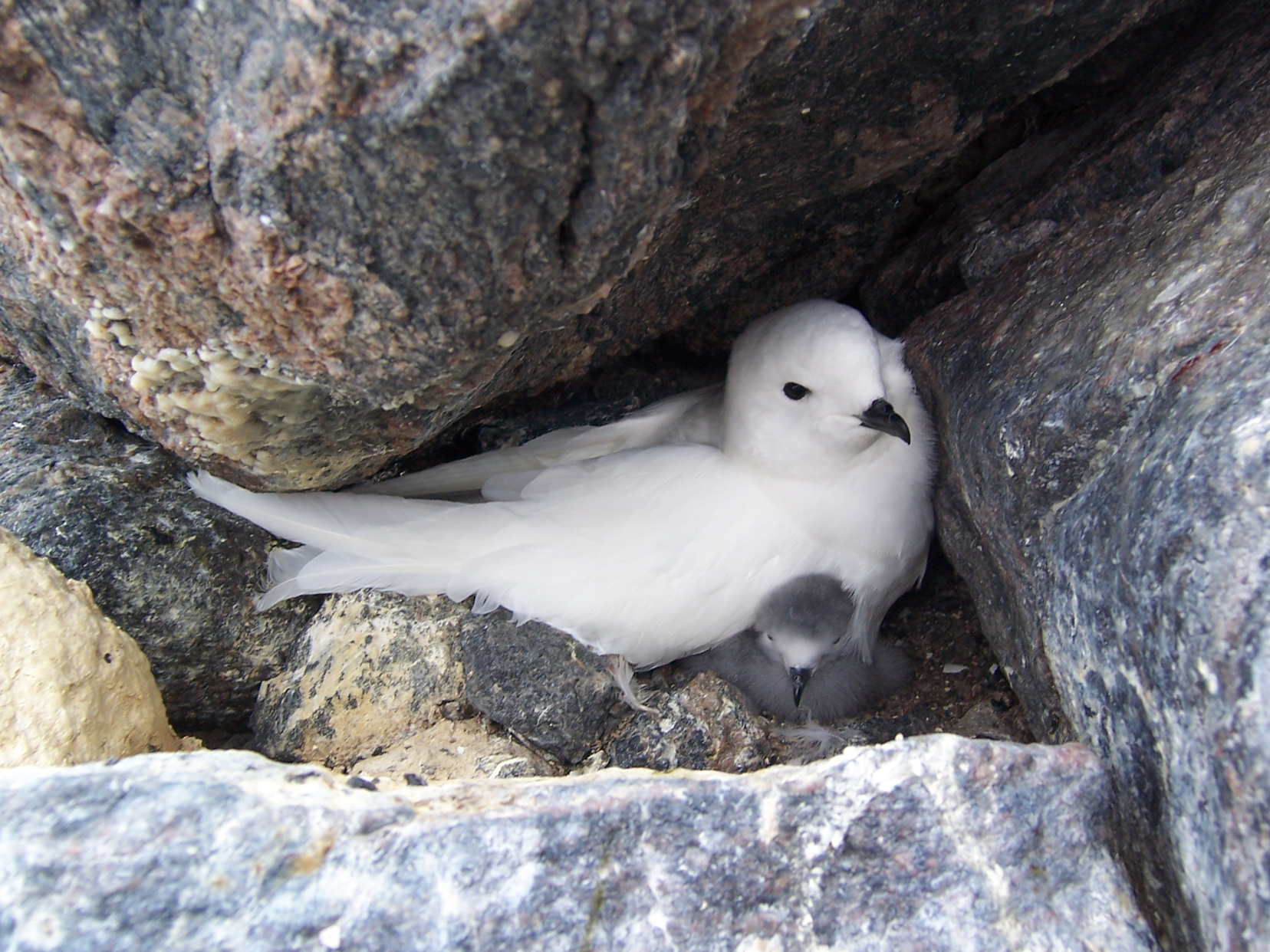
Гніздо білих буревісників в долині Юкідорі

## Географія
Екорегіон тундри Землі Ендербі охоплює вільні від постійного льоду ділянки, розташовані у прибережних і внутрішніх районах Землі Ендербі та Землі Кемпа, а також на крайньому сході Землі Королеви Мод в Східній Антарктиді, на схід від затоки Лютцов-Хольм. Частина цих ділянок є невеликими прибережними островами або скелястими узбережжями, а частина являє собою нунатаки — поодинокі скелясті гірські вершини, що підіймаються над поверхнею льодовика. Більшість нунатаків розташовані в горах Скотта, Тула та Нейпір. Найвищою вершиною регіону є гора Елкінс в горах Нейпір заввишки 2300 м. Середня висота регіону становить близько 500 м над рівнем моря.
Майже 98 % всієї Антарктиди вкрито льодовиками, які містять 90 % світового льоду та майже 70 % прісної води на Землі. Східноантарктичний льодовиковий щит спускається до узбережжя, де переходить у шельфові льодовики. Взимку площа морського льоду у Південному океані збільшується у кілька разів, різко відсуваючи кордон відкритого океану від суходолу.
На більшу частину території екорегіону претендує Австралія як на частину Австралійської антарктичної території, а на крайній захід екорегіону — Норвегія як на залежну територію Земля Королеви Мод. Згідно Договору про Антарктику усі територіальні претензії в Антарктиці заморожені до 2048 року.

## Клімат
В межах екорегіону переважає дуже холодний клімат льодовикової шапки (EF за класифікацією кліматів Кеппена). Середньорічна температура у внутрішніх районах екорегіону коливається від -15 °C до -20 °C, а в прибережних районах — від -10 °C до -15 °C. Влітку температура на кілька тижнів тут може підійматися вище 0 °C. На узбережжях регіону дмуть сильні стокові вітри.

## Флора і фауна
Флора і фауна екорегіону доволі непогано досліджена, як для такої віддаленої та відносно мало відвідуваної місцевості. Тут зареєстровано понад 20 видів мохів і печіночників та понад 30 видів лишайників. Також тут зустрічається понад 60 видів мікроводоростей, з яких два види (Cosmarium yukidoriense та Cosmarium clepsydra) є ендеміками долини Юкідорі. Наземна фауна екорегіону представлена безхребетними тваринами, серед яких переважають кліщі, нематоди, тихоходи та колемболи.
На узбережжях екорегіону зустрічається 18 гніздових колоній пінгвінів Аделі (Pygoscelis adeliae), загальна чисельність популяції яких становить понад 85 000 пар. Також в екорегіоні зареєстровано гніздування антарктичних поморників (Stercorarius maccormicki) та білих буревісників (Pagodroma nivea). Серед інших поширених в екорегіоні птахів слід відзначити антарктичних буревісників (Thalassoica antarctica), південних буревісників (Fulmarus glacialoides), гігантських буревісників (Macronectes giganteus), океанників Вільсона (Oceanites oceanicus), пінтадо (Daption capense), імператорських пінгвінів (Aptenodytes forsteri) та антарктичних пінгвінів (Pygoscelis antarcticus).
Окрім пінгвінів та інших морських птахів на узбережжях екорегіону також зустрічаються тюлені-крабоїди (Lobodon carcinophaga), тюлені Росса (Ommatophoca rossii), тюлені Ведделла (Leptonychotes weddellii) та морські леопарди (Hydrurga leptonyx). Ці ластоногі більшу частину часу проводять серед пакових льодів антарктичного шельфу, однак іноді виповзають на пляжі.

## Збереження
Територія екорегіону перебуває під захистом Протоколу про охорону навколишнього середовища згідно Договору про Антарктику. Єдиною особливою антарктичною природоохоронною територією в регіоні є долина Юкідорі (ASPA-141), розташована на східному узбережжі затоки Лютцов-Хольм. Вона є типовим прикладом екосистеми антарктичного феллфілду та є місцем довгострокового моніторингу. Ця територія займає близько 5 км², що становить менше 1 % від загальної площі екорегіону. Тим не менш, тут зустрічається майже 20 % видів, зареєстрованих в регіоні, та 1 % від усіх видів, поширених в Антарктиді.
Єдиною постійною антарктичною дослідницькою станцією в екорегіоні є японська станція Сьова, заснована у 1957 році. Влітку тут може перебувати більше сотні науковців, а взимку — близько 50 людей. Туристи рідко відвідують цей регіон.